# بيرجير فيرسترايت
بيرجير فيرسترايت (16 أبريل 1994 بأوستند في بلجيكا - ) هو لاعب كرة قدم بلجيكي في مركز الدفاع. لعب مع موسكرون بيروفيلز ونادي كلوب بروج ونادي كورتريك.

## مسيرته الكروية
لعب بيرجير فيرسترايت خلال مسيرته الاحترافية مع 6 أندية في عشرة مواسم وسجل خلالها 7 أهداف ضمن 132 مباراة. ولم يفز بأي موسم بالكأس أو بالدوري.
خاض بيرجير فيرسترايت مسيرته مع نادي كلوب بروج في موسم 2012–13 ولمدة موسمين، مشاركًا في 8 مباريات ولم يسجل أي هدف. ثم انتقل إلى نادي موسكرون بيروفيلز في موسم 2014–15 لمدة موسم واحد، حيث شارك في 11 مباراة سجل خلالها هدفًا واحدًا. لينتقل بعدها إلى نادي كورتريك في موسم 2015–16 ولمدة موسمين، مشاركًا في 36 مباراة ولم يسجل أي هدف. ثم انتقل إلى نادي غينت في موسم 2016–17 واستمر معه طيلة ثلاثة مواسم، مشاركًا في 67 مباراة سجل خلالها 6 أهداف. هذا وانتقل لاحقًا إلى نادي كولن في موسم 2019–20 لمدة موسم واحد، مشاركًا في 9 مباريات ولم يسجل أي هدف.

## روابط خارجية
- بيرجير فيرسترايت على موقع الاتحاد الأوربي (الإنجليزية)
- بيرجير فيرسترايت على موقع الاتحاد البلجيكي (الإنجليزية)
- بيرجير فيرسترايت على موقع قاعدة بيانات كرة القدم.إي يو (الإنجليزية)
- بيرجير فيرسترايت على موقع ناشيونال فوتبول تيمز (الإنجليزية)
- بيرجير فيرسترايت على موقع Soccerway.com (الإنجليزية)
- بيرجير فيرسترايت على موقع عالم كرة القدم.نت (الإنجليزية)
- بيرجير فيرسترايت على موقع AS.com (الإسبانية)